# Villiers-le-Bel (tổng)
Tổng Villiers-le-Bel là một tổng, thuộc tỉnh Val-d'Oise trong vùng Île-de-France.

## Các xã
Tổng Villiers-le-Bel gồm các xã sau:
- Villiers-le-Bel (thủ phủ)
- Arnouville-lès-Gonesse